# Hans Schwann
Hans Schwann (auch Schwann-Schneider; Pseudonym: H. Tiefbauer; * 5. Juli 1884 in München; † 1966) war ein deutscher Journalist, Publizist und Pazifist.

## Leben und Tätigkeit

### Weimarer Republik
Schwann wurde in den 1920er Jahren als Pazifist bekannt: So trat er für einen Ausgleich des Deutschen Reiches mit Frankreich sowie mit Polen und eine Anerkennung der damaligen deutschen Ostgrenzen – und somit für einen Verzicht auf die damals in Deutschland weitverbreiteten Ansprüche zur Revision der durch den Versailler Vertrag festgelegten Grenzverläufe zwischen Deutschland und Polen – ein. Der Versuch einer gewaltsamen "Korrektur" der deutschen Ostgrenze barg nach Schwanns Auffassung die Gefahr eines Krieges in sich, der für Deutschland, wie für Europa, in einer Katastrophe enden müsse. In diesem Sinne lehnte er auch alle zu Auseinandersetzungen mit Frankreich führenden Schritte in der Außenpolitik ab: Bereits im Januar 1923 sprach er sich gegen den passiven Widerstand gegen die französische Besetzung des Ruhrgebietes und für die Aufnahme von Verhandlungen mit Frankreich aus.
Seine Auffassung propagierte Schwann in der von ihm herausgegebenen Zeitschrift Menschheit sowie in zahlreichen Beiträge in Zeitschriften wie der Warte für Menschenrechte und Die Weltbühne (häufig unter dem Pseudonym H. Tiefbauer).
Als Aktivist setzte Schwann sich in der Liga für Menschenrechte und im Deutschen Friedenskartell für die Beförderung der pazifistischen Ideen in Deutschland ein. Er saß zudem einige Jahre im Präsidium der Deutschen Friedensgesellschaft, aus dem er aber im November 1924 nach Gegensätzen mit Ludwig Quidde ausschied.
Von 1930 bis 1933 besorgte Schwann schließlich die Redaktion der von seinem Mentor Friedrich Wilhelm Foerster – dessen Schüler er um die Jahrhundertwende gewesen war – halbmonatlich herausgegebenen politischen Zeitschrift Die Zeit : Organ für grundsätzliche Orientierung heraus.

### Emigration und letzte Jahre
Nach dem Machtantritt der Nationalsozialisten im Frühjahr 1933 floh Schwann, der aufgrund seiner pazifistischen Aktivitäten nun das Ziel von Verfolgung war, zusammen mit seiner Frau Nelly nach Paris, wo bereits Foerster seit längerem lebte. Seine Wohnung in Berlin-Baumschulenweg, in der sich auch die Redaktion befand, wurde zerstört.
In Paris betätigte sich Schwann als Exilant gegen das deutsche Regime, indem er Foerster bei der Analyse wirtschaftspolitischer Vorgänge im Deutschen Reich beriet.
Von den nationalsozialistischen Polizeiorganen wurde Schwann nach seiner Emigration als Staatsfeind eingestuft: Im Frühjahr 1940 setzte das Reichssicherheitshauptamt in Berlin ihn auf die Sonderfahndungsliste G.B., ein Verzeichnis von Personen, die im Falle einer erfolgreichen Invasion und Besetzung der britischen Inseln durch die Wehrmacht von den Besatzungstruppen nachfolgenden Sonderkommandos der SS mit besonderer Priorität ausfindig gemacht und verhaftet werden sollten.
Nach der deutschen Besetzung Frankreichs wurde Schwann schließlich verhaftet, zeitweise in Les Milles interniert und dann in ein Konzentrationslager verbracht.
In der Nachkriegszeit lebte Schwann in Frankreich. Er setzte sich bis ins hohe Alter publizistisch für die deutsch-französische und die deutsch-polnische Aussöhnung ein. In diesen Jahren schrieb er u. a. für die Schweizer Rundschau.

## Schriften
Als Autor:
- Deutsche Welt-Politik im Lichte Constantin Frantz’s, 1920.
- Kultur und Machtpolitik , 1921.
- Einheitsstaat, oder, Föderativsystem, 1927
- Das Märchen vom billigeren Einheitsstaat, 1929
- Programm einer Lebensarbeit. Eine Schrift von und über Friedrich Wilhelm Foerster, 1961. (DNB 451310810)

Als Herausgeber:
- Wer ist Fr W. Forster? Eine Aufsatzsammlung, Berlin 1930.